# ねえ、ぴよちゃん
『ねえ、ぴよちゃん』は、青沼貴子による日本の4コマ漫画作品。2017年（平成29年）4月1日より連載。

## 概要
掲載紙は、中日新聞（東京新聞、北陸中日新聞、日刊県民福井）、北海道新聞、西日本新聞のブロック紙3社連合に属する新聞及び河北新報、新潟日報、神戸新聞、中国新聞、徳島新聞、愛媛新聞及び南日本新聞。
小学3年生の「ぴよちゃん」と人間の言葉がわかる相棒の飼い猫「又吉」を中心に、家族や友人の日常生活を描くコメディー。時代設定は現代としているが、「『サザエさん』のようにほっとできる昭和の4コマ漫画も必要」との思いから昭和的な作風で描くことを心がけている。各地の地方紙で掲載されていることから季節の話題も避けている。

## 登場人物、及び動物

### 主人公
花乃 ひよこ（はなの ひよこ）
当漫画の主人公で、通称は「ぴよちゃん」。9歳の小学校3年生、名前の由来はひよこ草から。何事もポジティブに考え、周囲の人を和ませる。好きな食べ物は餡子、｢オフランシーヌ｣で売られているケーキで、元気の源である。嫌いな食べ物は玉ねぎ。飼い猫又吉をこよなく愛する。そのあまり、遠足に連れて行ったり 夏休みの宿題の作品も全て又吉に関するものばかり作成するほどである。歯医者と注射が大の苦手。他にも蜘蛛も苦手である。将来の夢は又吉とお話することである。又吉の新しい座布団をかもみが作った時、又吉の古い座布団をニャブーにあげようとした。その後セージのビニールハウスに住みつく猫がニャブーであると彼女が認識した際、もう又吉に乱暴しないでねと言いながら彼の頭を撫でていた。
モデルは青沼自身の子供たちとしており、その後描いているうちに「都会の子供にはないピュアさがある」「小さい時の自分自身なんじゃないか」との思いから自身の子供時代や母に買ってもらった「ポリアンナ」「赤毛のアン」の主人公のどんなときも楽しさを見つける性格も参考とするようになっている。
花乃 又吉（はなの またきち）
もう一人の主人公。花乃家の飼猫であるが、元野良猫である。性別は雄で、灰トラの雑種。名前の由来は、猫又の様に長生き出来る様にと、草太によって付けられた。ひよこが生まれた時から大の仲良しで、飼主であるひよこを育てた。椰子彦の事を毛嫌いしている。一方で、アプローチに失敗して電柱に頭をぶつけた椰子彦を心配そうに見つめるエピソードもある。好きな食べ物は、煮干、鳥のササミ、焼き鳥、刺身、チーズ。嫌いな食べ物はミカン｡とても賢くて人間の言葉を理解でき、トランプの数字、絵柄も理解できる。数も数えられる。平仮名も読める。しかし、漢字は読めない。一人称はわしで、又吉の台詞は全て関西弁になっている。他にも、二本足で歩く事も、人間用の便器で用を足す事もできる。運動神経も良く、2メートルの高さの塀にジャンプすることができる。しかし、自分の事を人間と思っている節はなく、味覚は完全に猫であり、人間用に濃く味付けされた物が自分の体に悪い事も理解している。基本的には大人しく家族の言う事は聞き、つまみ食いする事も滅多にない。ひよこと同じく注射が苦手であるが、後に注射の際の叫び声を我慢するまでに至った。
モデルは青沼が約20年前にかつて飼っていたペルシャネコ「ジャック」で、家から出していなかったジャックを「もしジャックが外へ遊びに行ってたら」との思いで想像を膨らませて作画し、アシスタントに任せる色塗りについては縞模様のみ青沼自身が担当している。

### 花乃家の家族親戚
家族構成は青沼の函館の実家や東京での自身の家族構成と同じ父母と兄・妹の4人家族となっている。
花乃 草太（はなの そうた）
ひよこの父親で、サラリーマンの中間管理職。彼の会社には電車で通勤している。週末は家でゴロ寝したいが、決まって家族サービスを強いられる。生活習慣病の予備軍である。趣味は競馬。台所に潜り込んではその場にある食品を違うものと勘違いしてしまい（プリンと茶わん蒸しを間違える、鍋焼きうどんとポップコーンを間違える、など）失敗するエピソードがしばしば登場する。ラーメンは一流の腕であり、食べ方などに細かい。
花乃 すみれ（はなの すみれ）
ひよこの母で、専業主婦。ややぽっちゃりした体型で、食べることが好き。自転車での外出が好きでダイエットをしては失敗している。虫が苦手。自己中心的な性格で、自分の行儀の悪さを棚に上げて、直後に同じ行動をしたひよこに注意していた。彼女がメインの回は失敗エピソードが強調されがちであるが、第1600話では晩御飯にいくつものおかずを用意するなど、主婦として、また母親としてのスキルは高めである。時々パートをしていて、団子屋のおはつやでアルバイトをしていた時期もある。
花乃 椰子彦（はなの やしひこ）
ひよこの兄で、中学2年生。眼鏡をかけていて、裸眼視力は0.3である。但し、実際には常用する眼鏡を捜索する為に古い眼鏡を掛けたり、裸眼の状態で衝突した物体を人間と思い込んだりすることがある。反抗期ではあるが、ひよこ同様に又吉の事が好きでアプローチするがほとんど失敗に終わる(小さいころひよこをいじめたからだと又吉は言う)。2次元アイドルが好きである事を家族にも内緒にしている。好きな食べ物はグラタン。葉介からは「ヤッシー」と呼ばれている。成績は悪い。部活には入っていない。好きな漫画は「美少女戦隊フルーティ」。
花乃 セージ（はなの せーじ）
ひよこの父方の祖父で、草太の父。ひよこ達の家の近所に妻のかもみと住む。髪型はモヒカン刈り。農作業が好きな農家で、いつも美味しい野菜を作ってくれる。餡子はこしあん派。宮司とは小学校の同級生。
花乃 かもみ（はなの かもみ）
ひよこの父方の祖母で草太の母。眼鏡を着用。料理上手で、自分でハーブを育てている。世話焼きな性格で、夫でも頭が上がらない花乃家の偉い人。セージも頭が上がらない。年齢は70歳。
ひよこの母方の祖父母
第2293話から登場。ただし姿が描かれたのは第2294話から。海辺町に住んでいる。祖父は画家。また、椰子彦同様に「美少女戦隊フルーティ」のファンでもある。祖母は祖父が又吉をデッサンする様子を見て「すぐにデッサンとらないの」と呆れている。

### このまち小学校
蘭 ひみこ（らん ひみこ）
ひよこの同級生。一人っ子。髪型は縦ロールでリボンをしている。二重まぶた。お金持ちでたくさんの習い事（ピアノ、バレエ）（英語）をしている。ポールを飼っている。ひよこに対して「（仕方なく）つきあってあげる」風を装っているのだが、内心ではただならぬ好意がありツンデレ的な態度を取る事もしばしばである他、ひよこを喜ばせたい一心で様々な献身的行為を施している。その一方、本気で怒ったり 呆れたりする事も時折ある｡ハワイに別荘がある。嫌いな食べ物はキャビア。公式サイトの人物紹介によると、兄のいるひよこがうらやましいという設定なのだが、遊びに来たひよこに嫌がらせでついてきた椰子彦に侮蔑の眼差しを投げている。
松崎 博士（まつざき ひろし）
勉強ができて、模試でも上位。ネット検索用のタブレットを手放さない。将来の夢は大学院に行って研究者になることである。
竹内 元気（たけうち げんき）
やんちゃな性格。スポーツを得意としている。将来の夢はサッカー選手になることである。2学年上の姉がいる。
梅田 まさる（うめだ まさる）
あだ名は「マーくん」で宮司の孫。おっとりとした性格。柔道を得意としている。将来の夢は宮司になることである。
博士・元気・まさるの三人（“松竹梅”トリオ）で校外などでひよことつるんで遊ぶこともある。
蓮田 リコ（はすだ りこ）
ひよこの同級生の女子児童。髪型はポニーテール。
桜川 よし子（さくらがわ よしこ）
ひよこの担任の先生。ジャージを着ている。年齢は29歳 だが、小柄で子供に間違えられやすいのが悩み。そのため児童たちから「よしこちゃん」と呼ばれる。ニャブーの事を雌猫だと思い「ジュヌビエーブ」と名付けて餌付けしているが、ひよこに雄猫だと教わりかっこいい器で給餌しようとしていた。手先が不器用。自宅の部屋が散らかっている。
千寿（せんじゅ）
このまち小学校の校長先生で、児童や教員をあたたかく見守っている。ダイエット中であり、妻からお代わりを禁止されている。ベガ、しろこ、ちゃこの飼主である。
菊田（きくた）
このまち小学校の先生で、机に物を蓄積させている。

### その他の登場人物
柳 葉介（やなぎ ようすけ）
椰子彦の友達。たらこ唇でお世辞にもイケメンとは言えない顔である。視力は1.5である。ピーチ（べっぴんさん）の飼主。椰子彦曰く、裁縫が得意である。椰子彦と同じく、好きな漫画は「美少女戦隊フルーティ」。
宮司
ハチが居候している神社の主。まさるの母方の祖父。
一見、強面の容貌をしてハチを追い払う印象として、周囲に誤解されていたが、実はハチを可愛がっており餌を買い与えたり、冬場には防寒のために宮司の着古したダウンジャケットを贈るが、ハチから毛嫌いされていたが、すこしずつ心を許されるようになってきた。
セージとは小学校の同級生で、「ハルちゃん」と呼ばれている。
節分の行事では、ぴよから「宮司さん、鬼みたいだったね」と言われて苦笑いした。
橘 みどり（たちばな みどり）
椰子彦の同級生で女子生徒。椰子彦は好意を寄せているが片思い。又吉の大ファンで、自家製又吉グッズを作ったりしている。パグを飼っている。
センセー
わんにゃん動物病院の獣医。又吉やハチから恐れられている。
柊さん（ひいらぎさん）
自宅に立ち寄るニャブーに給餌している。

### その他の登場動物
すべての動物達は又吉と同じように二足歩行ができて、人間の言葉を理解することができる。漫画の演出上ふきだしで人間の言葉を話す。ただし文字は読めないようで、セージがニャブーたちの住むビニールハウスの前にたてた看板札に書かれた「ねこ」の文字を２匹は読むことができなかった。
ハチ（梅田 ハチ）
黒の野良猫。性別は雄。捨て猫だったが又吉に拾われた。年齢は3歳程度。額に×印の傷があるのが特徴。又吉の弟分。ある神社に住み着くようになった。
上記の宮司の下に居候しているが、宮司の想いとは逆に毛を逆立てして懐いていない模様であるが、遠出した宮司をこっそりと待っていたりなどツンデレの様子が描かれている。命名はひよこによるもので、由来は「でこっぱち」から。
ハチが宮司の想いに毛を逆立てるとき、その場に又吉がいれば又吉が宮司の想いを察してハチをたしなめることもしばしばある。
ポール（蘭 ポール）
ひみこの家で飼われているペルシャ猫。性別は雄。年齢は1歳半｡灰色の毛と青い瞳が特徴的である。又吉と仲が良い。ひみこと一緒にベッドで寝ることは避けるが慕っている。
ニャブー
花畑町二丁目に住み着く野良猫のボスで、柊さんや桜川先生の家によく行く雄の三毛猫。又吉を一方的にライバル視している。ピーチ（べっぴんさん）のことが好き。歌が下手で、彼が作詞した歌の歌詞も悪評である。セージが所有するビニールハウスの中を住処とする。又吉とハチの「どこ行ってきたでしょうかゲーム」をアッシュに仕掛けるも「どこでもいいです」と冷たく返されたため、花乃家の屋根の上で「どうすれば部下にしたわれるのか・・・」と嘆いていたところを目撃した又吉は仰天していた。ベガとの決闘で背中に傷ができ、その影響で一時的に良猫になった。実は大変珍重されるオスの三毛猫であるため、塀の上で昼寝をしているところへ通りかかった2人組の不良少年に連れ去られそうになったが、桜川先生が機転を利かして「ジュヌビエーブちゃ～ん」と駆け寄ったため難を逃れた（ニャブー本人はその事実に気づいていない）。雑食であり、キャベツを食べようとしたり生のサツマイモを食べた事もある。
アッシュ
左耳が半分ほど欠落しているのが特徴である。耳をケガした直後にひみこがわんにゃん動物病院へ彼を連れて行った。しかし、治療の直後にこらっ俺様の子分を返しやがれとニャブーがひみこに迫ったため彼はニャブーに連行された。彼の名前はひみこが名付けたが、初期ではニャブーに耳切れと呼ばれていた。カラスに襲われた時、偶然ニャブーに助けられたため、ニャブーの弟分となった。一時的に又吉の弟分に寝返ったが、ニャブーがあまりにもショックを受けたため、もとに戻った。冷静な性格で、ヨソを荒らすのってよくないとニャブーが良心的な発言をしたら、熱で頭がぼんやりしてるようだと発言していた。セージには孔明と呼ばれているが、彼はおれはアッシュだと怪訝そうに答えた。ひょんなことからひよこがアッシュとニャブーをひみこに紹介した時は、彼がひみこに飛びつき泣き出した（ただし、驚異的な跳躍力でひみこの胸に飛び込んだため読者には泣き顔は描かれていない）。その直後ひみこにアッシュが懐く様子を見たセージは孔明とアッシュに呼びかけた。しかし、アッシュとひみこが呼びかけるとひみこの顔を彼は見つめた。やがて、セージのビニールハウスをひみこと一緒に出発したが、ニャブーに引留められた。その後、セージのからアッシュをひみこが引取ろうとしたが、暫くしてセージのビニールハウス内で彼がおかえりボスとニャブーを出迎えていた。
ピーチ
葉介に飼われている雌猫で、渾名はべっぴんさん。又吉に想いを寄せていて、椰子彦が又吉の家族だと判明した途端彼に懐いていた。年齢は2歳位。
ブチコ
団子屋で飼われている雌猫。ピーチ（べっぴんさん）の友達。姐御肌。
タマ
歌が上手な雄猫。方向音痴である。
ブル公（ぶるこう）
ブルドッグ。又吉と仲が良い。迷子になったベガに道を教えようとする親切な一面もある。
ワルシマ
又吉に容姿が似た猫で、ルンルンの兄である。ニャブー隊に採用されたが、失敗続きの上に又吉たちに寝返ったとニャブーに見なされてニャブー隊をクビにされて二丁目からも追い出されたため、一丁目に移籍した。ハチの餌を盗み食いしていたが、背格好が又吉に似ていたことが災いして「兄貴に似たネコが食ってた」としてハチから「ただじゃおかねえぞ」と攻め立てられるが、又吉が「腹が減ってた」と虚偽の申告をしたため難を逃れた。
ベガ
雌のベンガルネコ。花畑町三丁目のボス猫であり、しろことちゃこにはベガねえ、またはベガねえさんと呼ばれている。方向音痴であり、何回も行ったことがある二丁目の工事現場ですら単独で行けない程である。花畑町全域のボス猫となる野望を達成するために、しろことちゃこを従えて二丁目に乗り込むが、二丁目のボス猫であるニャブーと決闘し、五分五分の勝負をしていた。
しろこ
花畑町三丁目の雌猫である。ニャブーとの決闘を始めようとした時、ちゃこと一緒にアッシュを逆ナンパしていたが、「普通そうな二丁目からがいいですね」と発言したことでニャブーに「おまえら失礼だな」と反発されている。
ちゃこ
花畑町三丁目の雌猫である。ニャブーとの決闘を始めようとした時、しろこと一緒にアッシュを逆ナンパしていた。
ルンルン
最初はセンセーについていく事を断ったが、最終的にはセンセーについていく事となった。ワルシマの妹である。時々ワルシマと会う事もある。
トラ
花畑町三丁目の猫で、数ヶ月前まで三丁目のボスであった。

## 書誌情報
本漫画単行本の出版社は竹書房である｡第1巻のみ巻頭の32ページのみカラー印刷である。第2巻以降は全ページカラー印刷である。2024年6月には第1巻のオールカラー版が発売された。
2020年初頭頃からインターネット上でも高い人気を得て、蘭ひみこのいじらしさが「ツンデレ」等とTwitter上で共感を呼ぶなどし、2020年1月にSNS上にて拡散され、全国の書店や通信販売で品切れになる店舗が相次いだため、同年1月17日に緊急重版を行う事態となり、2020年2月時点で3巻計11万部を売り上げた。
- 青沼貴子 『ねえ、ぴよちゃん』 竹書房、既刊11巻（2024年11月28日現在）
  1. 2018年10月25日発売[125]、ISBN 978-4-8019-1650-0
    - オールカラー版、2024年6月27日発売[123][126]、ISBN 978-4-8019-4032-1

  2. 2019年2月20日発売[127]、ISBN 978-4-8019-1777-4
  3. 2019年8月9日発売[128]、ISBN 978-4-8019-1975-4
  4. 2020年2月27日発売[129]、ISBN 978-4-8019-2181-8
  5. 2020年10月29日発売[130]、ISBN 978-4-8019-2486-4
  6. 2021年6月24日発売[131]、ISBN 978-4-8019-2694-3
  7. 2022年2月24日発売[132]、ISBN 978-4-8019-3008-7
  8. 2022年11月26日発売[133]、ISBN 978-4-8019-3346-0
  9. 2023年7月27日発売[134]、ISBN 978-4-8019-3626-3
  10. 2024年3月21日発売[135]、ISBN 978-4-8019-3916-5
  11. 2024年11月28日発売[136]、ISBN 978-4-8019-4229-5